# 34178 Sarahmarie
34178 Sarahmarie este o planetă minoră (asteroid) din centura de asteroizi. A fost descoperită pe 24 august 2000 la Experimental Test Site⁠(d) de Lincoln Near-Earth Asteroid Research. 
Obiectul prezintă o orbită caracterizată de o semiaxă mare de 2,7369261 UAi, o excentricitate de 0,01, o înclinație de 5,68025 ° în raport cu ecliptica.